# Başköy, Murgul
Başköy là một xã thuộc huyện Murgul, tỉnh Artvin, Thổ Nhĩ Kỳ. Dân số thời điểm năm 2010 là 214 người.